# غونار نيلسون (مهندس)
غونار نيلسون (بالسويدية: Gunnar Nilsson)‏ (و. 1948 – 1978 م) هو مهندس، وسائق سيارة سباق سويدي، ولد في هلسينغبورغ، توفي في لندن، عن عمر يناهز 30 عاماً، بسبب سرطان الخصية.

## روابط خارجية
- غونار نيلسون على موقع Racing-Reference.info (الإنجليزية)
- غونار نيلسون على موقع DriverDB.com (الإنجليزية)